# دریعه
دریعه (به عربی: الدریعة) یک شهرداری در الجزایر است که در استان سوق اهراس واقع شده‌است.